# グスタフ・フォン・ヘイデンスタム

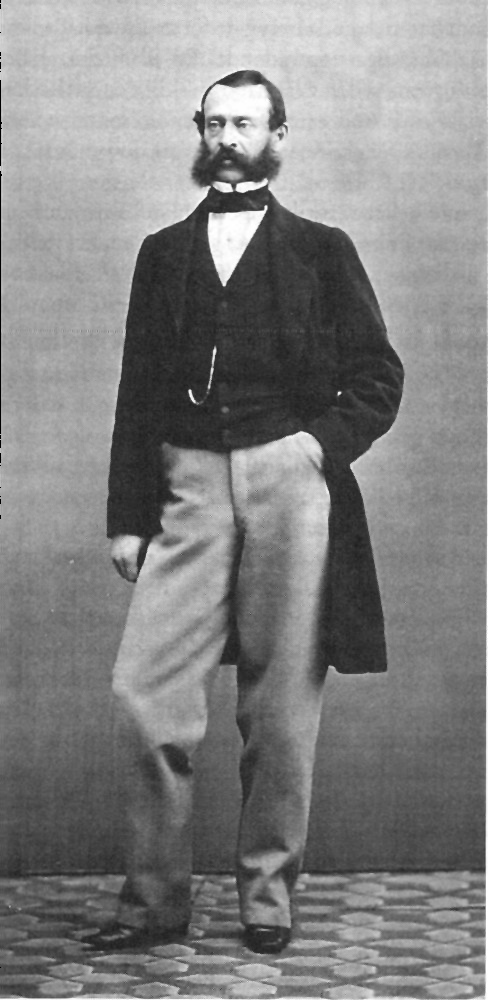
ニルス・グスタフ ・フォン・ヘイデンスタム

ニルス・グスタフ・フォン・ヘイデンスタム (1822年 - 1887年6月2日）はスウェーデンのブレーキンゲ地方出身のエンジニア。

## 概要
19世紀の中頃は、集中的に灯台が建設された時期でもあった。灯台技術者でありスウェーデン船道委員会に所属していたヘイデンスタムはスウェーデンの海岸を灯台でカバーする作業を指揮した。ヘイデンスタム式灯台と呼ばれるタイプの灯台を設計し、建設した。パターノスター灯台をはじめ11の灯台が建設され、そのうちの10は現存している。
ヘイデンスタム式灯台の設計には、テムズ川にある灯台Maple Soundにインスピレーションを受けたと言われている。

## 子孫
詩人・小説家のヴェルネル・フォン・ヘイデンスタムは息子である。